# Mehmet Kaan Türkmen
Mehmet Kaan Türkmen (* 25. Oktober 2000 in Afşin) ist ein türkischer Fußballspieler.

## Karriere

### Verein
Türkmen spielte für die Jugendmannschaften der Vereine Arsan Sümerspor und Kahramanmaraş Büyükşehir Belediyespor und startete seine Profikarriere im Sommer 2016 beim Viertligisten Ankara Adliyespor. Nach zwei Spielzeiten für die Hauptstädter wurde er in der Sommertransferperiode vom Zweitligisten Adana Demirspor verpflichtet.
Für die Saison 2019/20 wurde er an Tarsus İdman Yurdu ausgeliehen.

### Nationalmannschaft
Türkmen startete seine Nationalmannschaftskarriere 2016 mit einem Einsatz für die türkische U-16-Nationalmannschaft.